# گریت ریپابلیک
گریت ریپابلیک (به انگلیسی: Great Republic) یک کشتی بود که طول آن ۳۳۴ فوت (۱۰۲ متر) و ارتفاع آن 247 ft (75 m) keel to masthead truck, بود. این کشتی در سال ۱۸۵۳ ساخته شد.